# 徳丸 (板橋区)
徳丸（とくまる）は、東京都板橋区の町名。現行行政地名は徳丸一丁目から八丁目。全域で住居表示が実施されている。

## 地理
板橋区の西部に位置する。北で高島平、東で西台、南で練馬区北町、南西の一部で赤塚新町、西で赤塚及び四葉と隣接する。主に住宅地として利用される。町域南辺を鉄道路線が走るほか、地区内外に比較的整備された道路が縦横に走る東武練馬駅前にはイオン板橋店などの大型商業施設が立地する。

### 地価
住宅地の地価は、2025年（令和7年）1月1日の公示地価によれば、徳丸2-26-10の地点で44万2000円/m2、徳丸3-4-18の地点で52万円/m2、徳丸6-27-1の地点で39万円/m2となっている。

## 歴史
1869年（明治2年）になると徳丸ヶ原は民間に払い下げられ、豊富な荒川の水資源を頼りに水田として開拓されて、赤塚田圃や徳丸田圃と呼ばれるようになった。このときに赤塚城のため池の水が灌漑用水として利用された。
1870年（明治3年）10月に名主の中村長左衛門が水車稼ぎをしたいと浦和県庁へ願い出ている。直径1丈2尺（3.65m）で下赤塚から湧き出た前谷津川を長左衛門所有地へ廻し堀する計画だったが、水車が実在したという記録はない。『板橋史談』230号には四葉1-22-6に存在したという話が掲載されているが、口伝のため確かとはいえない。
1870年（明治3年）5月の「明治三年徳丸原絵図」に、四葉村の名主は長左衛門、組頭は久兵衛・庄三郎・弥左衛門・才三郎・新太郎、小前惣代は久四郎・福次郞と記され、押印されている。明治10年度（1877～1878）の第九大区第五小区のときの役人は中村長左衛門だったので、おそらく名主の長左衛門がそのまま役人となったのだろう。組頭だった5人の苗字は不明である。
『東京府志料』によると、1872年（明治5年）の四ツ葉村には小字が10ヵ所あり、稲荷前・沖口・雑魚谷・向ヒ口・前谷津・荻・山下・茨蕪・蟹作り・横手・新橋と言われた。南の方に飛び地が1ヵ所あったという。用水は横手から出る湧き水を引いていたが不足していた。荒川沿いであるから「水損の煩いがある」とされている。当時戸数は43戸、人口250人（男123人、女127人）、稲荷神社が2座（四葉稲荷130坪と合祀前の榎本家の稲荷24坪）、観音堂78坪と薬師堂81坪があったとされる。『板橋区史』資料編４近・現代にも収録されている「四ツ葉村諸留」76（東京大学史料編纂所所蔵）の「1871年（明治4年）11月～1872年（明治5年）5月四ツ葉村諸願訴伺届並びに書上物請書控」によれば、氏子は四ツ葉村に43戸あったという。1932年（昭和7年）ごろには丘上の集落が整い宮前・宮下・大塚原という小字となり、下赤塚村との入会地の小字は仲田・弁財天・深田・菖蒲田・荒川縁となった。
1873年（明治6年）3月の朱引外大小区改正により、四ツ葉村は第9大区5小区に属した。しかし1878年（明治11年）7月の郡区町村編制法により廃止され、四ツ葉村は北豊島郡に属した。『板橋区史』資料編４近・現代にも収録されている「安井新二郎家文書」の「1879年（明治12年）4月～1881年（明治14年）10月徳丸本村外二ヶ村諸上申案綴込」によれば、1880年（明治13年）1月21日には戸数46戸、人口271人（男134人、女137人）と微増している。
実際の徳丸村を設立したのは安井家である。そのため徳丸には安井姓の者が多い。
1871年（明治4年）11月に浦和県（現埼玉県）から東京府に編入され、1889年（明治22年）に市制・町村制が施行されると、赤塚六ヶ村は合併して赤塚村となり、各村は大字上赤塚、大字下赤塚、大字成増、大字徳丸本、大字徳丸脇、大字四ッ葉となった。1932年（昭和7年）の板橋区の成立時にはそれぞれ上赤塚町、下赤塚町、成増町、徳丸本町、徳丸町、四ッ葉町となった。その後の住居表示実施に伴い、当該地区が板橋区徳丸となった。

### 主な出来事
- 1979年（昭和54年）7月23日 - 徳丸五丁目郵便局に強盗。80万円を奪った後、床にまいた灯油に放火して逃走[8]。

## 世帯数と人口
2025年（令和7年）3月1日現在（板橋区発表）の世帯数と人口は以下の通りである。
| 丁目       | 世帯数     | 人口     |
| ---------- | ---------- | -------- |
| 徳丸一丁目 | 4,053世帯  | 6,760人  |
| 徳丸二丁目 | 2,598世帯  | 4,239人  |
| 徳丸三丁目 | 4,019世帯  | 7,244人  |
| 徳丸四丁目 | 2,771世帯  | 5,659人  |
| 徳丸五丁目 | 1,089世帯  | 2,472人  |
| 徳丸六丁目 | 2,559世帯  | 5,355人  |
| 徳丸七丁目 | 872世帯    | 1,833人  |
| 徳丸八丁目 | 940世帯    | 2,112人  |
| 計         | 18,901世帯 | 35,674人 |

### 人口の変遷
国勢調査による人口の推移。
| 年                 | 人口   |
| ------------------ | ------ |
| 1995年（平成7年）  | 29,856 |
| 2000年（平成12年） | 30,892 |
| 2005年（平成17年） | 32,834 |
| 2010年（平成22年） | 33,422 |
| 2015年（平成27年） | 35,169 |
| 2020年（令和2年）  | 35,747 |

### 世帯数の変遷
国勢調査による世帯数の推移。
| 年                 | 世帯数 |
| ------------------ | ------ |
| 1995年（平成7年）  | 12,211 |
| 2000年（平成12年） | 13,402 |
| 2005年（平成17年） | 14,494 |
| 2010年（平成22年） | 15,345 |
| 2015年（平成27年） | 16,443 |
| 2020年（令和2年）  | 17,676 |

## 学区
区立小・中学校に通う場合、学区は以下の通りとなる。
| 丁目       | 番地                             | 小学校                 | 中学校                 |
| ---------- | -------------------------------- | ---------------------- | ---------------------- |
| 徳丸一丁目 | 全域                             | 板橋区立徳丸小学校     | 板橋区立赤塚第一中学校 |
| 徳丸二丁目 | 1〜2番 8番 18〜19番 27～29番     | 板橋区立徳丸小学校     | 板橋区立赤塚第一中学校 |
| 徳丸二丁目 | 3～7番 9～17番 20～26番 30〜31番 | 板橋区立北野小学校     | 板橋区立赤塚第一中学校 |
| 徳丸三丁目 | 全域                             | 板橋区立北野小学校     | 板橋区立赤塚第一中学校 |
| 徳丸四丁目 | 全域                             | 板橋区立北野小学校     | 板橋区立赤塚第一中学校 |
| 徳丸五丁目 | 1～4番                           | 板橋区立北野小学校     | 板橋区立赤塚第一中学校 |
| 徳丸五丁目 | 5～39番                          | 板橋区立紅梅小学校     | 板橋区立赤塚第一中学校 |
| 徳丸六丁目 | 6～55番                          | 板橋区立紅梅小学校     | 板橋区立赤塚第一中学校 |
| 徳丸六丁目 | 1～5番                           | 板橋区立北野小学校     | 板橋区立赤塚第一中学校 |
| 徳丸七丁目 | 1～3番 20～27番                  | 板橋区立高島第二小学校 | 板橋区立高島第二中学校 |
| 徳丸七丁目 | 4～19番                          | 板橋区立紅梅小学校     | 板橋区立赤塚第一中学校 |
| 徳丸八丁目 | 1～17番 21～26番                 | 板橋区立紅梅小学校     | 板橋区立赤塚第一中学校 |
| 徳丸八丁目 | 18～20番                         | 板橋区立高島第二小学校 | 板橋区立高島第二中学校 |

## 事業所
2021年（令和3年）現在の経済センサス調査による事業所数と従業員数は以下の通りである。
| 丁目       | 事業所数  | 従業員数 |
| ---------- | --------- | -------- |
| 徳丸一丁目 | 155事業所 | 1,051人  |
| 徳丸二丁目 | 227事業所 | 3,265人  |
| 徳丸三丁目 | 222事業所 | 1,899人  |
| 徳丸四丁目 | 91事業所  | 781人    |
| 徳丸五丁目 | 55事業所  | 351人    |
| 徳丸六丁目 | 116事業所 | 807人    |
| 徳丸七丁目 | 41事業所  | 412人    |
| 徳丸八丁目 | 28事業所  | 241人    |
| 計         | 935事業所 | 8,807人  |

### 事業者数の変遷
経済センサスによる事業所数の推移。
| 年                 | 事業者数 |
| ------------------ | -------- |
| 2016年（平成28年） | 903      |
| 2021年（令和3年）  | 935      |

### 従業員数の変遷
経済センサスによる従業員数の推移。
| 年                 | 従業員数 |
| ------------------ | -------- |
| 2016年（平成28年） | 7,547    |
| 2021年（令和3年）  | 8,807    |

## 交通

### 鉄道

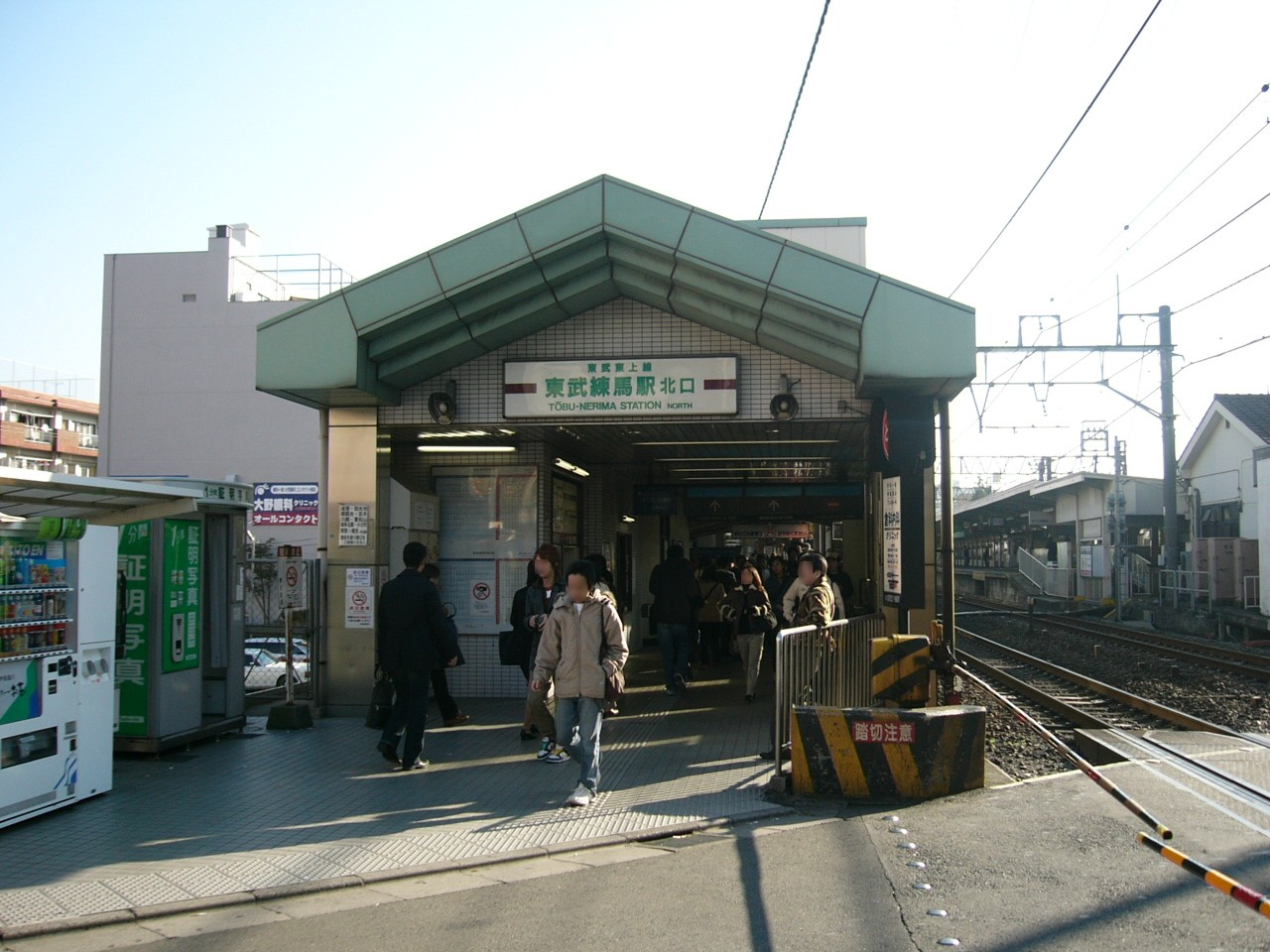
東武練馬駅北口

- 東武鉄道
  - 東武東上線：東武練馬駅　各駅停車のみ。
    - 上り：池袋方面
    - 下り：成増・川越市・寄居方面

### バス
・浮間舟渡行き　(国際興業バス)

### 道路
- 首都高速5号池袋線：中台出入口
- 国道17号（新大宮バイパス）
- 東京都道446号長後赤塚線（松月院通り）
- 徳丸通り
- 徳丸石川通り
- 西徳通り
- 不動通り
- 西台中央通り
- 前谷津川緑通

## 施設
教育
- 板橋区立徳丸小学校（徳丸一丁目）
- 板橋区立北野小学校（徳丸三丁目）
- 板橋区立紅梅小学校（徳丸八丁目）
- 板橋区立赤塚第一中学校（徳丸四丁目）
- 東京都立板橋有徳高等学校（徳丸二丁目）

医療
- 徳丸病院
- 東武練馬中央病院

商業
- 徳丸スクエア
- イオン板橋ショッピングセンター（旧・板橋サティ）

## その他

### 日本郵便
- 郵便番号 : 175-0083[3]（集配局 : 板橋西郵便局[18]）。